# Callancyla croceicollis
Callancyla croceicollis är en skalbaggsart som först beskrevs av White 1855.  Callancyla croceicollis ingår i släktet Callancyla och familjen långhorningar. Inga underarter finns listade.